# 那覇市立安岡中学校
那覇市立安岡中学校（なはしりつ やすおかちゅうがっこう）は、沖縄県那覇市銘苅三丁目にある市立中学校。校歌は、与儀利夫作詞・伊志嶺朝次作曲である。

## 沿革
- 1953年（昭和28年）4月1日 - 安謝小学校内に安謝中学校が併置される。
- 1962年（昭和37年）4月1日 - 中学校が分離独立。
- 1972年（昭和47年）5月15日 - 本土復帰により那覇市立安岡中学校となる。
- 1989年（平成元年）12月7日 - 新管理棟が完成し、新校舎の移転完了。
- 2002年（平成14年）10月19日 - 創立50周年記念式典・祝賀会。
- 2012年（平成24年）11月11日 - 創立60周年記念式典・祝賀会。

## 通学区域
曙1丁目～3丁目(全部)、字安謝3番地～16番地、20番地～98番地、101番地～104番地、182番地～276番地、292番地、617番地～666番地、安謝1丁目～2丁目(全部)、字天久(全部)、天久1丁目～2丁目(全部)、港町1丁目～4丁目(全部)、字銘苅173番地、179番地～183番地、186番地、188番地～192番地、199番地～229番地、239番地、241番地、266番地～269番地、288番地～294番地、301番地～305番地、308番地～323番地、335番地、銘苅2丁目～3丁目(全部)、おもろまち3丁目(全部)

## 著名な出身者
- 久場光（プロサッカー選手、名古屋グランパス）
- 仲村美涼 (琉球放送アナウンサー)